# Овчарски скок
Овчарският скок е лекоатлетическа дисциплина, при която състезателят използва дълъг гъвкав прът (обикновено направен от стъклопласт или полимер, подсилен с въглеродни влакна), за да скочи над летва, разположена на определена височина. Състезания по овчарски скок се провеждат в Микенската цивилизация, Минойската цивилизация и от келтите. Като събитие на Олимпийските игри съществува от 1896 г. за мъже и от 2000 г. за жени.
Обикновено се класифицира като една от четирите главни дисциплини по скачане в атлетиката, заедно със скока на височина, скока на дължина и тройния скок. Все пак, дисциплината е по-малко популярна, тъй като изисква значително количество специализирано оборудване, за да се практикува дори и от аматьори. Редица световноизвестни състезатели по овчарски скок са бивши гимнастици, което говори за сходните физически умения нужни за тези два спорта. Един от най-важните фактори в овчарския скок е скоростта на бягане. Физическите умения като скорост, ловкост и сила са от особено значение за успешния скок, но техниката е също толкова важна, ако не и повече.
Целта е да се прескочи летва, без да се събори. Приземяването става на постелка с дебелина 1 – 1,5 m, направена от парчета пяна или дунапрен. Правилното приземяване е на гръб или на рамене, тъй като падане върху краката може да доведе до контузия. Състезателите могат да избират височината, която да прескочат, като при успешен опит се преминава към по-голяма. Всеки участник има право на три опита, като за краен резултат се взема най-доброто му постижение. Ако той няма нито един успешен скок, тогава му се записва нулев резултат. След всеки скок, състезателят има право да поиска да скача на друга височина. Краен победител е този, който е прескочил най-високо разположена летва. Когато двама души са постигнали еднакъв резултат, тогава се взема предвид от кой опит е бил постигнат. При условие, че и там има равенство, тогава атлетите скачат допълнително, докато някой от тях събори летвата. Тези допълнително резултати не се записват, а служат единствено за определяне на победителя.

## Фази на скока
Подход
При подхода се извършва засилка от 18 – 22 крачки, като целта е да се достигне възможно най-висока скорост. Това увеличава потенциалната енергия и съответно скоростта на излитане. По време на спринта прътът се държи изправен.
Забиване на пръта и излитане
С последните три стъпки започва тази фаза, в която прътът трябва да се свали и да се забие в трап преди стойката на летвата. Прътът се извива в полукръг, а когато достигне изправено положение, изхвърля състезателя нагоре. Атлетът тръгва с краката нагоре, докато се държи с ръце за пръта и се оттласква от него.

## История
В миналото, прътове се използват по практически причини за преминаване над естествени препятствия в блатисти области, като например в провинция Фризия в Нидерландия, по крайбрежието на Северно море или във Фенските блата в източната част на Англия. Изкуственото източване на тези тресавища създава мрежа от канали, които се пресичат. За да могат хората да си пресичат, без да се намокрят, те започват да държат вкъщи пръти за скачане, които да използват за прескачане на каналите. Състезания за скачане с пръти продължават да се провеждат ежегодно в низините около Северно море, но те не са на височина, а на дължина.
Лондонското гимнастическо общество организира събития по овчарски скок през 1826 г., включващи 1300 състезатели, отбелязващи височини до 3,3 m. В съвременния си вид, овчарският скок се оформя като състезателна дисциплина към средата на 19 век в Германия, когато е добавена към упражненията на гимнастическите клубове.
Първоначално, прътовете за овчарски скок се правят от нееластични материали като бамбук или алуминий. Гъвкавите пръти се въвеждат в средата на 20 век и позволяват на състезателите да постигат по-голяма височина.

## Най-добри атлети

### Мъже
- Към август 2024 г.[6][7]

| Ранг | Височина | Атлет               | Дата                 | Място                 | Изт.   |
| ---- | -------- | ------------------- | -------------------- | --------------------- | ------ |
| 1    | 6,25 m   | Арман Дюплантис     | 5 август 2024 г.     | Париж                 | [ 8 ]  |
| 2    | 6,16 m   | Рено Лавилени       | 15 февруари 2014 г.  | Донецк (на закрито)   | [ 9 ]  |
| 3    | 6,15 m   | Сергей Бубка        | 21 февруари 1993 г.  | Донецк (на закрито)   |        |
| 3    | 6,06 m   | Стийв Хукър         | 7 февруари 2009 г.   | Бостън (на закрито)   |        |
| 3    | 6,06 m   | Сам Кендрикс        | 27 юли 2019 г.       | Де Мойн               | [ 10 ] |
| 5    | 6,05 m   | Максим Тарасов      | 16 юни 1999 г.       | Атина                 |        |
| 5    | 6,05 m   | Дмитрий Марков      | 9 август 2001 г.     | Едмънтън              |        |
| 8    | 6,04 m   | Брад Уокър          | 8 юни 2008 г.        | Юджийн                |        |
| 9    | 6,03 m   | Окерт Бритс         | 18 август 1995 г.    | Кьолн                 |        |
| 9    | 6,03 m   | Джеф Хартуиг        | 14 юни 2000 г.       | Джоунсбъроу           |        |
| 9    | 6,03 m   | Тиаго Брас да Силва | 15 август 2016 г.    | Рио де Жанейро        | [ 11 ] |
| 12   | 6,02 m   |                     |                      |                       |        |
| 12   | 6,02 m   | Родион Гатаулин     | 4 февруари 1989 г.   | Гомел (на закрито)    |        |
| 12   | 6,02 m   | Пьотър Лисек        | 12 юли 2019 г.       | Монако                | [ 12 ] |
| 14   | 6,01 m   | Игор Транденков     | 4 юли 1996 г.        | Санкт Петербург       |        |
| 14   | 6,01 m   | Тимоти Мак          | 18 септември 2004 г. | Монако                |        |
| 14   | 6,01 m   | Евгений Лукяненко   | 1 юли 2008 г.        | Бидгошч               |        |
| 14   | 6,01 m   | Бьорн Ото           | 5 септември 2012 г.  | Аахен                 |        |
| 18   | 6,00 m   | Тим Лобингер        | 27 август 1997 г.    | Кьолн                 |        |
| 18   | 6,00 m   | Жан Галфион         | 6 март 1999 г.       | Маебаши (на закрито)  |        |
| 18   | 6,00 m   | Дани Екер           | 11 февруари 2001 г.  | Дортмунд (на закрито) |        |
| 18   | 6,00 m   | Тоби Стивънсън      | 8 май 2004 г.        | Модесто               |        |
| 18   | 6,00 m   | Пол Бърджис         | 25 февруари 2005 г.  | Пърт                  |        |
| 18   | 6,00 m   | Тимур Моргунов      | 12 август 2018 г.    | Берлин                | [ 13 ] |
| 18   | 6,00 m A | Шонеси Барбър       | 15 януари 2016 г.    | Рино (на закрито)     | [ 14 ] |
| 25   | 5,98 m   | Лорънс Джонсън      | 25 май 1996 г.       | Ноксвил               |        |

### Жени
- Към септември 2019 г.[15][16]

| Ранг | Височина | Атлет                | Дата                 | Място                      | Изт.          |
| ---- | -------- | -------------------- | -------------------- | -------------------------- | ------------- |
| 1    | 5,06 m   | Елена Исинбаева      | 28 август 2009 г.    | Цюрих                      |               |
| 2    | 5,03 m   | Дженифър Сър         | 30 януари 2016 г.    | Брокпорт (на закрито)      | [ 17 ]        |
| 3    | 5,00 m   | Санди Морис          | 9 септември 2016 г.  | Брюксел                    | [ 18 ]        |
| 4    | 4,95 m   | Анжелика Сидорова    | 29 септември 2019 г. | Доха                       | [ 19 ]        |
| 5    | 4,94 m   | Елзиа Маккартни      | 17 юли 2018 г.       | Йокгрим                    | [ 20 ]        |
| 6    | 4,91 m   | Ярислей Силва        | 2 август 2015 г.     | Бекум                      |               |
| 6    | 4,91 m   | Катерина Стефаниди   | 6 август 2017 г.     | Лондон                     | [ 21 ]        |
| 6    | 4,91 m A | Кейти Нажеот         | 18 февруари 2018 г.  | Албакърки (на закрито)     | [ 22 ]        |
| 9    | 4,90 m   | Деми Пейн            | 20 февруари 2016 г.  | Ню Йорк (на закрито)       | [ 23 ]        |
| 10   | 4,88 m   | Светлана Феофанова   | 4 юли 2004 г.        | Ираклион                   |               |
| 11   | 4,87 m   | Холи Брадшоу         | 21 януари 2012 г.    | Вильорбан (на закрито)     |               |
| 11   | 4,87 m   | Фабиана Мурер        | 3 юли 2016 г.        | Сао Бернардо до Кампо      | [ 24 ]        |
| 13   | 4,85 m   | Анна Роговска        | 6 март 2011 г.       | Париж (на закрито)         |               |
| 14   | 4,83 m   | Стейси Драгила       | 8 юни 2004 г.        | Острава                    |               |
| 14   | 4,83 m   | Николета Кириакопулу | 4 юли 2015 г.        | Сен Дени                   | [ 25 ]        |
| 16   | 4,82 m   | Моника Пирек         | 22 септември 2007 г. | Щутгарт                    |               |
| 16   | 4,82 m   | Зилке Шпигелбург     | 21 юли 2012 г.       | Монако                     |               |
| 16   | 4,82 m   | Алиша Нюман          | 24 август 2019 г.    | Париж                      | [ 26 ] [ 27 ] |
| 19   | 4,81 m   | Алана Бойд           | 2 юли 2016 г.        | Съншайн Коуст              | [ 28 ]        |
| 19   | 4,81 m   | Ангелика Бенгтсон    | 24 февруари 2019 г.  | Клермон-Феран (на закрито) | [ 29 ]        |
| 21   | 4,80 m   | Мартина Щруц         | 30 август 2011 г.    | Тегу                       |               |
| 21   | 4,80 m   | Никол Бюхлер         | 17 март 2016 г.      | Портланд (на закрито)      | [ 30 ]        |
| 23   | 4,78 m   | Татяна Полнова       | 19 септември 2004 г. | Монако                     |               |
| 24   | 4,77 m   | Аника Бекер          | 7 юли 2002 г.        | Ватеншайд                  |               |
| 25   | 4,76 m   | Иржина Птачникова    | 4 септември 2013 г.  | Пилзен                     |               |